# Sarik Andreasyan
Sarik Garnikovich Andreasyan (en ruso: Сарик Гарникович Андреасян; en armenio: Սարիկ Գառնիկի Անդրեասյան; Ereván, 24 de agosto de 1984) es un  director, productor y guionista ruso-armenio quien ha trabajado en películas y comerciales. Fue el fundador de Enjoy Movies. En mayo del 2017, Andreasyan dejó los estudios de Enjoy Movies para empezar uno nuevo, Bolshoe Kino (Granc in Russian).
Sus primeras películas eran en su mayoría comedias de bajo presupuesto. Sin embargo, desde el 2015, Sarik comenzó a orientarse hacia la ciencia ficción, la acción y los dramas.

## Trayectoria
Muchas de las películas de Andreasyan eran recibidas con una crítica negativa en los medios rusos, según los publicadores de reseñas como Kritikanstvo y Megacritic. Excepciones notables fueron el drama Earthquake y la antología Moms, que recibieron críticas más positivas. Solo dos películas de Andreasyan fueron calificadas por Rotten Tomatoes, American Heist y Zashchitniki (en español, Defensores) que obtuvieron una calificación de “podridas”.
Sus primeras comedias, como La embarazada (8,3 millones de dólares brutos), Moms (7,8 millones de dólares brutos), What Men Do! 11,3 millones de dólares brutos), fueron éxitos comerciales. Sin embargo, sus últimas películas de alto presupuesto fueron consideradas taquillazos, según varios medios rusos. Entre ellas, se incluyen American Heist, Mafia: The Game of Survival, y Zashchitniki.
Su película de catástrofes, Earthquake, fue la candidata armenia a mejor película en lengua extranjera en la 89.ª edición de los premios Óscar. Sin embargo, finalmente fue descalificada por la Academia de Artes y Ciencias Cinematográficas al considerar que había una mayor proporción de personas rusas que armenias en el equipo, ofreciendo la posibilidad a Armenia a presentar otro filme candidato.

## Filmografía
| Año  | Película                    | Puesto   | Puesto    | Puesto    |
| Año  | Película                    | Director | Guionista | Productor |
| ---- | --------------------------- | -------- | --------- | --------- |
| 2009 | Lopuhi                      | Sí       | Sí        | No        |
| 2011 | Office Romance. Our Time    | Sí       | Sí        | No        |
| 2011 | The Pregnant                | Sí       | Sí        | Sí        |
| 2012 | Moms                        | Sí       | Sí        | Sí        |
| 2012 | Some Sloppy Friend          | Sí       | Sí        | Sí        |
| 2012 | Nannies                     | No       | No        | Sí        |
| 2012 | Guard on Warranty           | No       | No        | Sí        |
| 2012 | S Novym Godom Mamy!         | Sí       | Sí        | Sí        |
| 2013 | The Double                  | No       | No        | Sí        |
| 2013 | Sex Competition             | Sí       | Sí        | Sí        |
| 2013 | Lucky Island                | No       | No        | Sí        |
| 2013 | Friends' Friends            | No       | No        | Sí        |
| 2014 | Sex Competition 2           | Sí       | Sí        | Sí        |
| 2014 | American Heist              | Sí       | No        | No        |
| 2016 | Earthquake                  | Sí       | Sí        | Sí        |
| 2016 | Mafia: The Game of Survival | Sí       | No        | No        |
| 2017 | Guardians                   | Sí       | No        | Sí        |
| 2017 | Love in the City of Angels  | Sí       | Sí        | Sí        |
| 2018 | Unforgiven                  | Sí       | No        | Sí        |
| 2019 | Girls Are Different         | Sí       | No        | No        |
| 2019 | Robo                        | Sí       | No        | Sí        |
| 2020 | Goodbye, America!           | Sí       | No        | Sí        |
| 2022 | We                          | No       | No        | Sí        |